# Pancho Villa (bokser)
Francisco Guilledo znany jako Pancho Villa (ur. 1 sierpnia 1901 w Ilog w prowincji Negros Occidental, zm. 14 lipca 1925 w San Francisco) – filipiński bokser, zawodowy mistrz świata kategorii muszej.
Rozpoczął karierę bokserską w 1919. Po stoczeniu kilkudziesięciu walk na Filipinach (głównie w Manili), z których przegrał tylko jedną, wyjechał w maju 1922 do Stanów Zjednoczonych. Tam rozpoczął od walk no decision z takimi bokserami, jak przyszli mistrzowie świata Abe Goldstein i Frankie Genaro. Po kilku kolejnych walkach przegrał z Genaro na punkty, a 14 września 1922 w Nowym Jorku zdobył mistrzostwo USA w wadze muszej po wygraniu przez techniczny nokaut w 11. rundzie z obrońcą tytułu Johnnym Buffem. Stracił ten tytuł w marcu 1923 po porażce z Genaro.
18 czerwca 1923 spotkał się w Nowym Jorku w walce o mistrzostwo świata w wadze muszej z obrońcą tytułu, który go dzierżył od 1916, Jimmym Wilde'em. Wilde nie był w stanie odpierać ataków znacznie młodszego rywala i przegrał przez nokaut w 7. rundzie. Pancho Villa stał się w ten sposób pierwszym zawodowym mistrzem świata w boksie pochodzącym z Filipin.
Skutecznie bronił tytułu wygrywając na punkty z Bennym Schwartzem 12 października 1923 w Baltimore, z Frankiem Ashem 30 maja 1924 w Nowym Jorku i z Cleverem Sencio 2 maja 1925 w Manili. Stoczył również w tym okresie wiele walk towarzyskich, w tym walkę no decision z Kidem Williamsem w 1923 oraz jedną wygraną i dwie no decision z Charlesem „Budem” Taylorem w 1923 i 1924.
4 lipca 1925 Pancho Villa w Emeryville stoczył swoją ostatnią walkę z Jimmym McLarninem. Krótko przed nią miał usunięty ząb mądrości. Villa przegrał pojedynek. Kilka dni później usunięto mu kolejne trzy zęby wskutek infekcji. Lekarz zalecił Villi odpoczynek, ale ten oddał się rozrywkom. Infekcja pogorszyła się i Villa wylądował w szpitalu, gdzie stwierdzono u niego anginę Ludwiga. Zmarł w szpitalu.
Stoczył w sumie 104 walki, z których wygrał 78, przegrał 4, zremisował 4, a 18 było no decision. Został wybrany w 1994 do Międzynarodowej Bokserskiej Galerii Sławy.